# Grand Prix de Plouay féminin 2002
La 4e édition du Grand Prix de Plouay féminin a eu lieu le 24 août 2002. Il s'agit de la septième manche de la  Coupe du monde de cyclisme sur route féminine. 

## Parcours
La course comporte huit tours de quatorze kilomètres.

## Équipes
| Équipes féminines professionnelles (9)- Aliverti-Kookai-Immobilione Luca - T-Mobile - Edil Savino - Farm Frites-Hartol - Itera Team - SC Michela Fanini Record Rox - Power Plate-Bik - Saturn - Vlaanderen-T Interim Ladies Équipes nationales (4)- Australie - France - Grande-Bretagne - Suisse Équipe féminine amateur- Bretagne |
| |

En sus, le comité Île-de-France, le C.A. Mantes la ville et une équipe mixte Reste Du Monde participent.

## Favorites
La vainqueur sortante Anna Millward n'est pas au départ pour cause de blessure. Mirjam Melchers est la leader de la Coupe du monde suivie par Petra Rossner.

## Récit de la course

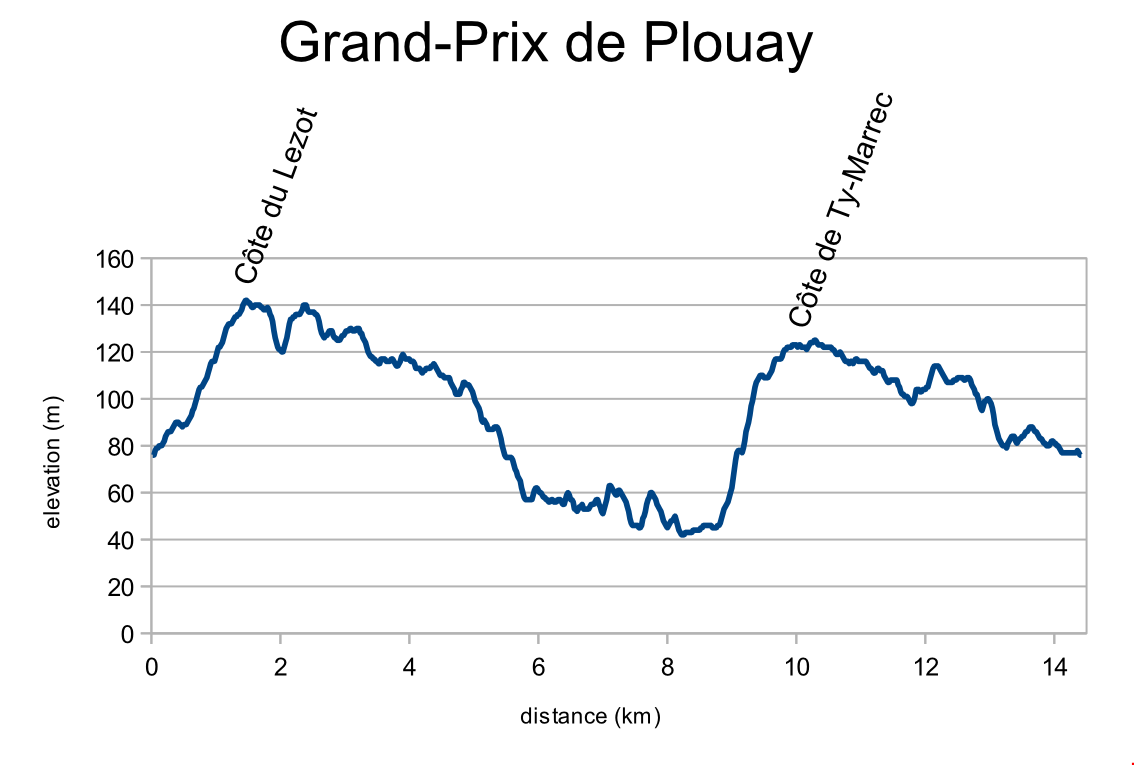
Profil du parcours

Mirjam Melchers part à mi-course dans un groupe d'échappées. L'équipe Saturn de Petra Rossner mène la poursuite avec succès. Dans la dernière ascension de la côte de Ty Marrec Petra Rossner passe au sommet dans le groupe de tête composé de six coureuses. Elle n'a plus d'équipière avec elle. L'Allemande répond à deux attaques mais doit laisser partir Mirjam Melchers. Judith Arndt, alors attardée, revient sur le groupe de tête et se met à chasser derrière Melchers. Le groupe rattrape la Néerlandaise à huit cents mètres de l'arrivée. La victoire se joue donc au sprint. Regina Schleicher le gagne devant Petra Rossner, Susanne Lunjskog et Mirjam Melchers. Petra Rossner prend la tête du classement de la Coupe du monde.

## Classements

### Classement final
| \| Classement général \| Classement général \| Classement général \| Classement général \| Classement général \| \| Coureuse \| Coureuse \| Pays \| Équipe \| Temps \| \| ------------------ \| ---------------------- \| ------------------ \| ---------------------------- \| ------------------ \| \| 1re \| Regina Schleicher \| Allemagne \| SC Michela Fanini Record Rox \| 2 h 52 min 38 s \| \| 2e \| Petra Rossner \| Allemagne \| Saturn \| + 0 s \| \| 3e \| Susanne Ljungskog \| Suède \| Vlaanderen-T Interim \| + 0 s \| \| 4e \| Mirjam Melchers \| Pays-Bas \| Farm Frites-Hartol \| + 0 s \| \| 5e \| Eneritz Iturriaga \| Espagne \| Espagne \| + 0 s \| \| 6e \| Sandrine Marcuz-Moreau \| France \| France \| + 0 s \| \| 7e \| Joane Somarriba \| Espagne \| Pragma-Deia-Colnago \| + 0 s \| \| 8e \| Susan Palmer-Komar \| Canada \| \| + 0 s \| \| 9e \| Fabiana Luperini \| Italie \| Edil Savino \| + 0 s \| \| 10e \| Aline Camboulives \| France \| France \| + 0 s \| |                        |           |                              |                 |
| |                        |           |                              |                 |
| |                        |           |                              |                 |
| Classement général |                        |           |                              |                 |
| Coureuse | Coureuse               | Pays      | Équipe                       | Temps           |
| 1re | Regina Schleicher      | Allemagne | SC Michela Fanini Record Rox | 2 h 52 min 38 s |
| 2e | Petra Rossner          | Allemagne | Saturn                       | + 0 s           |
| 3e | Susanne Ljungskog      | Suède     | Vlaanderen-T Interim         | + 0 s           |
| 4e | Mirjam Melchers        | Pays-Bas  | Farm Frites-Hartol           | + 0 s           |
| 5e | Eneritz Iturriaga      | Espagne   | Espagne                      | + 0 s           |
| 6e | Sandrine Marcuz-Moreau | France    | France                       | + 0 s           |
| 7e | Joane Somarriba        | Espagne   | Pragma-Deia-Colnago          | + 0 s           |
| 8e | Susan Palmer-Komar     | Canada    |                              | + 0 s           |
| 9e | Fabiana Luperini       | Italie    | Edil Savino                  | + 0 s           |
| 10e | Aline Camboulives      | France    | France                       | + 0 s           |

## Liste des participantes
Source.